# Cerkiew Świętego Ducha w Mińsku
Cerkiew Świętego Ducha (biał. Царква Святога Духа, Святадухаўская царква) – cerkiew greckokatolicka, a później prawosławna, zbudowana w Mińsku w XVII wieku, zburzona w 1937 przez władze sowieckie; odbudowana w 2011.

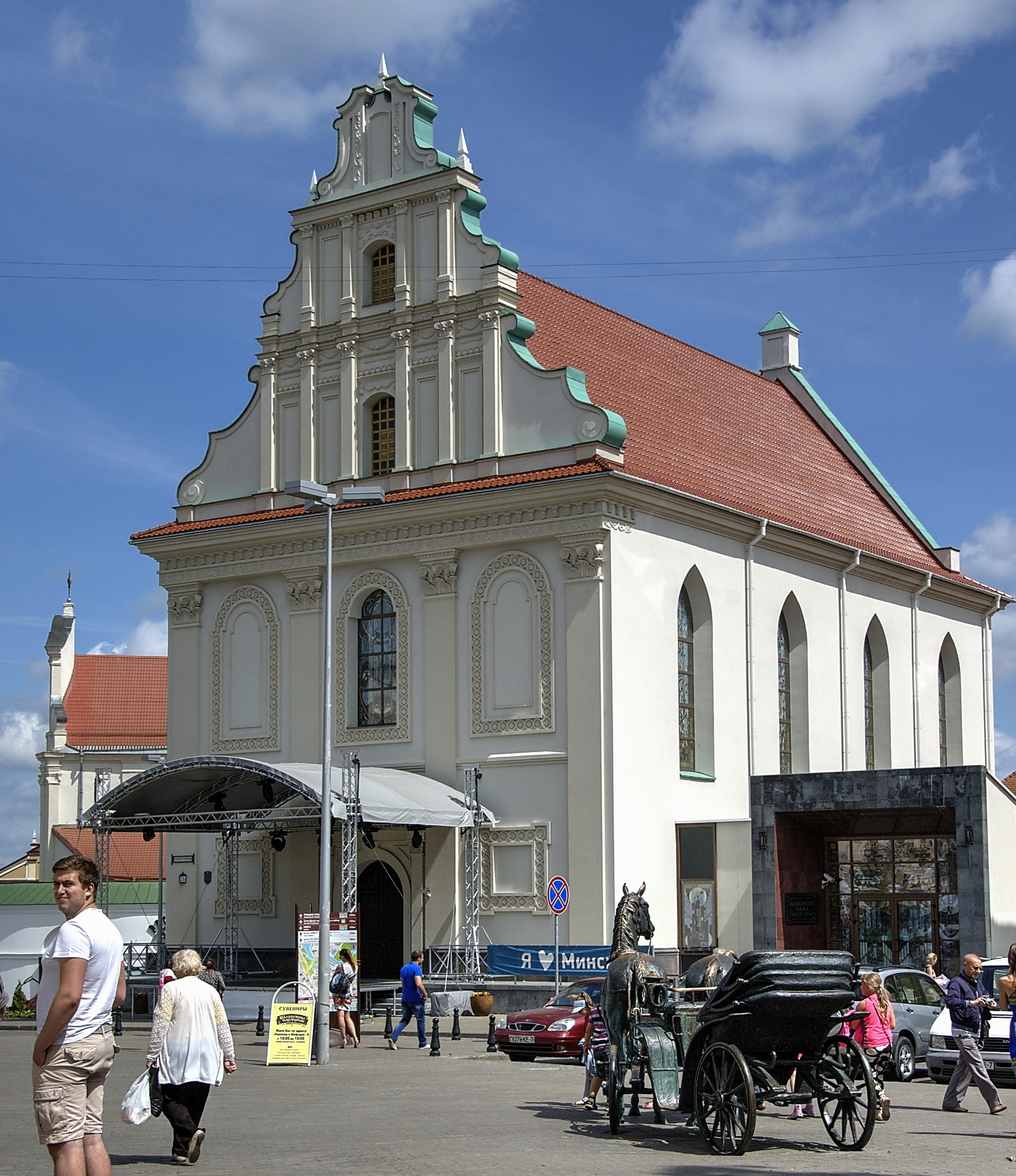
Cerkiew po odbudowie (stan w 2015 r.)

## Historia
Została postawiona w połowie XVII wieku jako część klasztoru bazylianów. Po włączeniu Mińska do Rosji unicką cerkiew przekształcono w prawosławny sobór katedralny pod wezwaniem Świętych Piotra i Pawła. W połowie XIX wieku świątynia została przebudowana w stylu rosyjsko-bizantyjskim; kolejnej przebudowy dokonano w 1893.
W 1937 cerkiew zniszczono na mocy decyzji władz Białoruskiej SRR. W 2011 ją zrekonstruowano, jednak nie przywrócono rzeźb na fasadzie i budynków klasztornych.